# Ultrabasisches Gestein

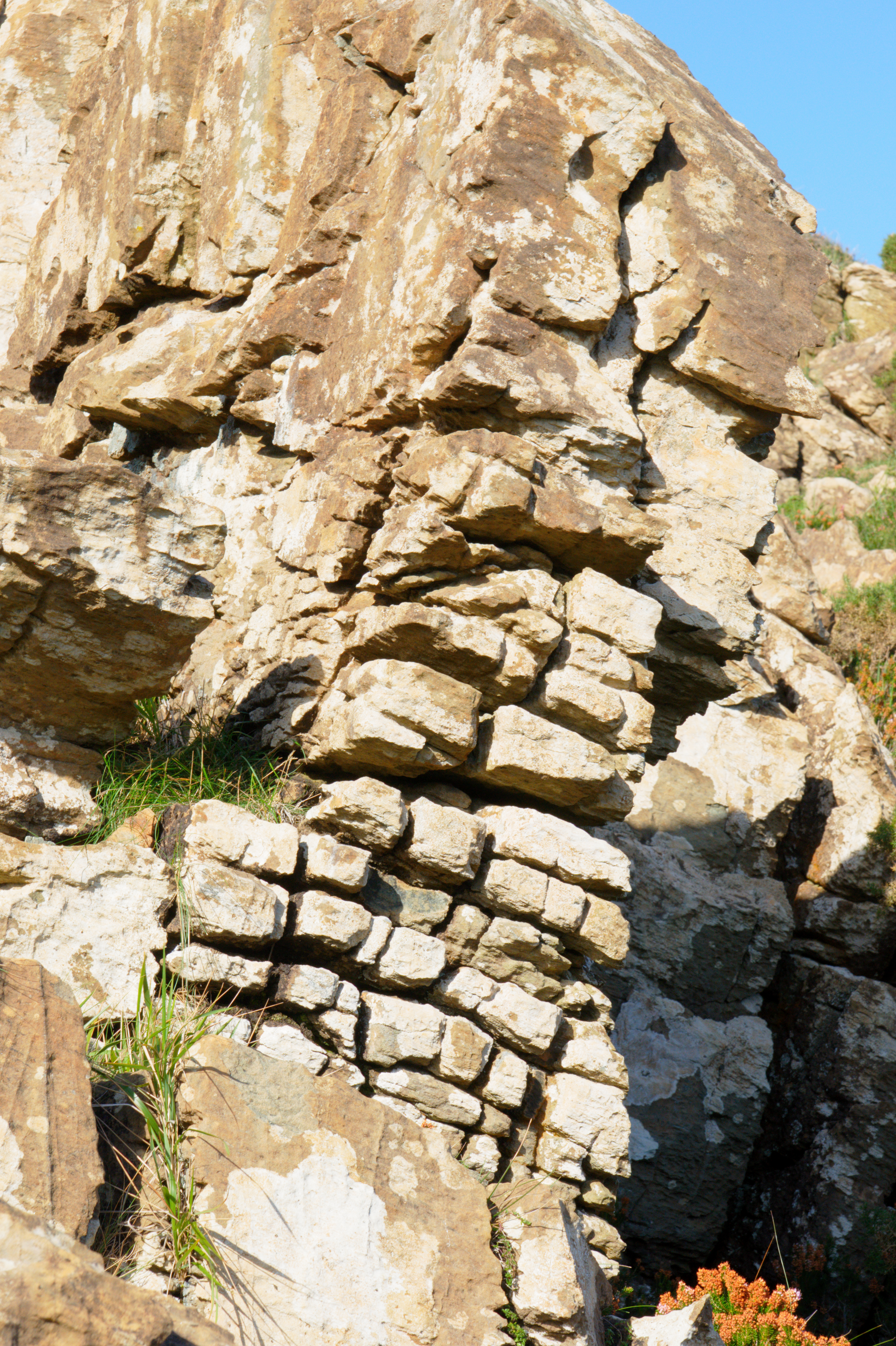
Ultrabasischer Peridotit, mit serpentinischer Verwitterung, Serra da Capelada, Galicien

Ein ultrabasisches Gestein ist ein magmatisches Gestein mit einem SiO2-Gehalt unter 45 Gewichtsprozent. Gesteine mit höheren SiO2-Gehalten werden basische (bis 52 %), intermediäre (52–63 %) bzw. saure Gesteine (über 63 %) genannt.

## Charakteristika
Ein ultrabasisches Gestein besteht überwiegend aus Siliciumdioxid-armen mafischen Mineralen wie Olivin, Pyroxen, Amphibol und Melilith. Der Massenanteil von unter 45 % kennzeichnet es als SiO2-untersättigt, ultrabasisches Gestein enthält daher nie freies SiO2 in Form von Quarz oder Cristobalit. Stattdessen sind Olivin und Minerale aus der Gruppe der Foide häufig anzutreffen.
Typische Vertreter für die Gruppe der ultrabasischen Gesteine sind Dunit (ein Plutonit), Foidite und Melilithit (Vulkanite).
Der Begriff des ultrabasischen Gesteins bezieht sich auf die chemische Zusammensetzung des Gesteins, der des ultramafischen Gesteins auf den Anteil dunkler Minerale (Farbindex M' > 90); die beiden Ausdrücke sind daher nicht synonym.